# Campeonato Europeo de Gimnasia Artística de 1990
El XIX Campeonato Europeo de Gimnasia Artística se celebró en dos sedes distintas: el concurso masculino en Lausana (Suiza) y el concurso femenino en El Pireo (Grecia) en el año 1990. El evento fue organizado por la Unión Europea de Gimnasia (UEG).

## Resultados

### Masculino
| Evento                 | Oro                                                                    | Plata                                             | Bronce                                                                      |
| ---------------------- | ---------------------------------------------------------------------- | ------------------------------------------------- | --------------------------------------------------------------------------- |
| Concurso completo ind. | Valentin Mogilni Unión Soviética 58,450 pts.                           | Sergéi Jarkov Unión Soviética 58,300 pts.         | Juri Chechi · Italia · 58,200 pts.                                          |
| Suelo                  | Vitali Shcherbo Unión Soviética 9,825                                  | Sergéi Jarkov Unión Soviética 9,800               | Adrian Gal · Rumania · 9,700                                                |
| Caballo con arcos      | Valentin Mogilni Unión Soviética 9,937                                 | Jens Milbradt República Democrática Alemana 9,837 | Sergéi Jarkov Unión Soviética 9,800                                         |
| Anillas                | Juri Chechi · Italia · 9,837                                           | Jens Milbradt República Democrática Alemana 9,712 | Szilveszter Csollány · Hungría · 9,687                                      |
| Salto de potro         | Vitali Shcherbo Unión Soviética 9,943                                  | Ralf Büchner República Democrática Alemana 9,724  | Neil Thomas Reino Unido 9,625                                               |
| Paralelas              | Valentin Mogilni · Unión Soviética · Daniel Giubellini · Suiza · 9,800 |                                                   | Kalofer Jristozov Bulgaria Andre Hempel República Democrática Alemana 9,750 |
| Barra fija             | Vitali Shcherbo Unión Soviética 9,912                                  | Rene Plüss · Suiza · 9,825                        | Ralf Büchner República Democrática Alemana Alojz Kolman Yugoslavia 9,800    |

### Femenino
| Evento                 | Oro | Plata                                        | Bronce                                                           |
| ---------------------- | --- | -------------------------------------------- | ---------------------------------------------------------------- |
| Concurso completo ind. | Svetlana Boginskaya Unión Soviética 39,874 pts.                                                             | Natalia Kalinina Unión Soviética 39,637 pts. | Henrietta Ónodi · Hungría · 39,636 pts.                          |
| Salto de potro         | Svetlana Boginskaya Unión Soviética 9,943                                                                   | Cristina Bontaş · Rumania · 9,900            | Eva Rueda · España · 9,874                                       |
| Barras asimétricas     | Svetlana Boginskaya · Unión Soviética · Natalia Kalinina · Unión Soviética · Mirela Paşca · Rumania · 9,950 |                                              |                                                                  |
| Barra                  | Svetlana Boginskaya Unión Soviética 10,000                                                                  | Natalia Kalinina Unión Soviética 9,950       | Maria Neculiţă · Rumania · 9,875                                 |
| Suelo                  | Svetlana Boginskaya Unión Soviética 10,000                                                                  | Tatiana Grozhkova Unión Soviética 9,962      | Milena Mavrodieva · Bulgaria · Henrietta Ónodi · Hungría · 9,925 |

## Medallero
| Núm. | País        | Oro | Plata | Bronce | Total |
| ---- | ----------- | --- | ----- | ------ | ----- |
| 1    | URSS        | 12  | 5     | 1      | 18    |
| 2    | Rumania     | 1   | 1     | 2      | 4     |
| 3    | Suiza       | 1   | 1     | 0      | 2     |
| 4    | Italia      | 1   | 0     | 1      | 2     |
| 5    | RDA         | 0   | 3     | 2      | 5     |
| 6    | Hungría     | 0   | 0     | 3      | 3     |
| 7    | Bulgaria    | 0   | 0     | 2      | 2     |
| 8    | España      | 0   | 0     | 1      | 1     |
| 8    | Reino Unido | 0   | 0     | 1      | 1     |
| 8    | Yugoslavia  | 0   | 0     | 1      | 1     |
|      | TOTAL       | 15  | 10    | 14     | 39    |